# Enquin-lez-Guinegatte
Enquin-lez-Guinegatte è un comune francese di 1 616 abitanti situato nel dipartimento del Passo di Calais nella regione dell'Alta Francia.
È stato istituito il 1º gennaio 2017 attraverso la fusione degli ex comuni di Enguinegatte e di Enquin-les-Mines.